# Mariakyrkan, Katrineholm

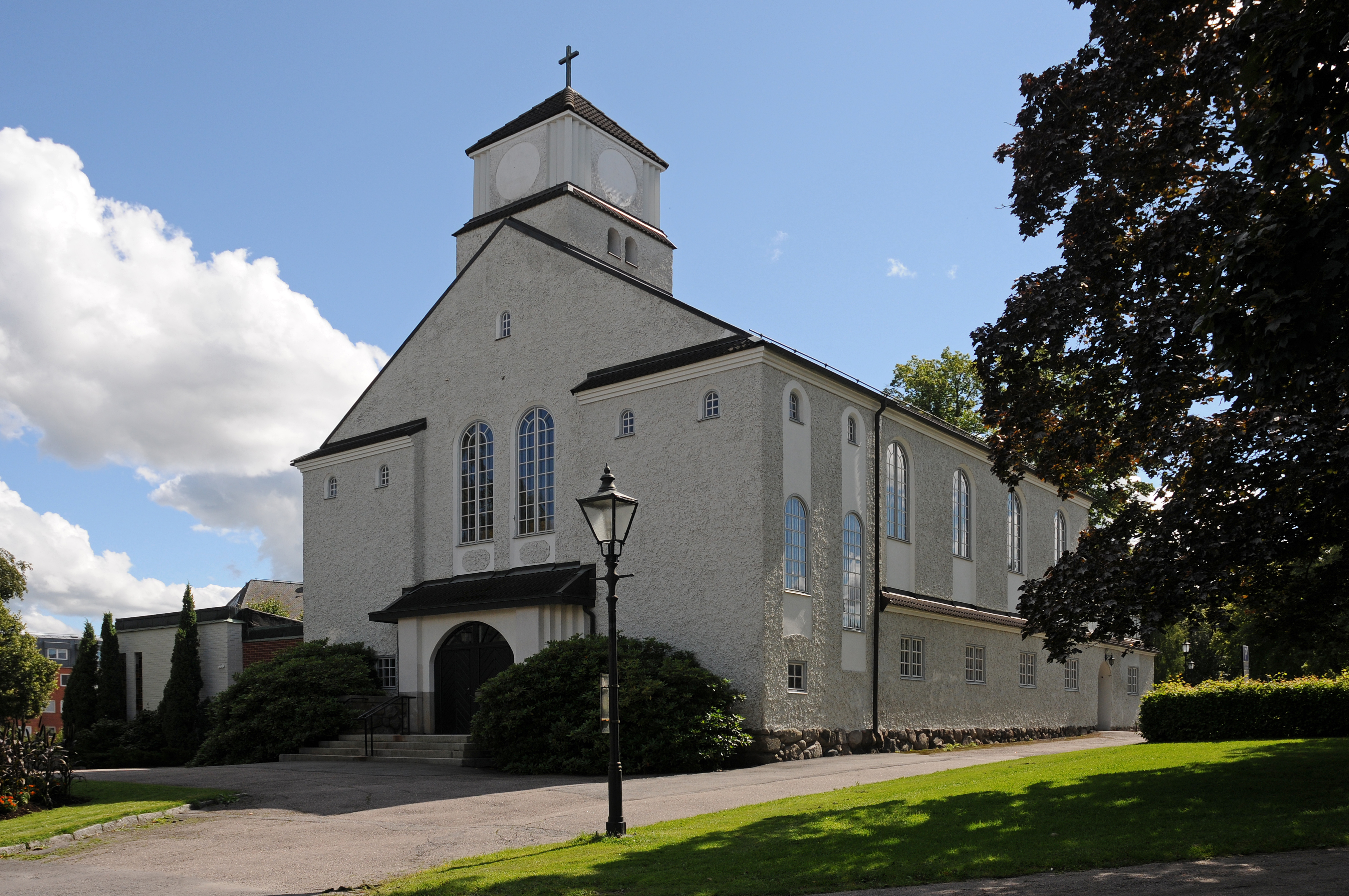
Mariakyrkan

Mariakyrkan är en frikyrkoförsamling i Katrineholm bildad 1990 genom en sammanslagning av Katrineholms Immanuelsförsamling (ursprungligen Katrineholms Friförsamling) och Katrineholms baptistförsamling, ansluten till Equmeniakyrkan. Vid sammanslagningen lämnade den tidigare baptistförsamlingen sin kyrkolokal, som förvandlades till Musikens Hus. Mariakyrkans församling övertog Immanuelskyrkan, som därmed bytte namn till Mariakyrkan. Den ritades av Gunnar Morssing på arkitektkontoret Höög & Morssing 1911. Kyrkan ligger i Katrineholms centrum och är arkitektoniskt mer lik en "vanlig" svensk kyrka än en frikyrka. Marken uppläts på 1910-talet av industriidkaren Gustaf Robert Grönkvist och låg i anslutning till hans privata bostad "Gröna kulle" - numera centrum för Katrineholms politiska och administrativa ledning.
Namnet Mariakyrkan var kontroversiellt eftersom det ännu 1990 var ytterst sällsynt att en frikyrka hade detta namn. Mariakyrkan har sitt namn efter Maria Magdalena eftersom hon fick Jesu uppdrag att efter uppståndelsen berätta detta för lärjungarna. 
Katrineholms Immanuelsförsamling var ansluten till dåvarande Svenska Missionsförbundet och baptistförsamlingen till Svenska Baptistsamfundet. Innan Equmeniakyrkan bildades 2011 var Mariakyrkan dubbelansluten till båda dessa samfund.